# أنتوني سكوت
أنتوني سكوت (بالإنجليزية: A. O. Scott) (و. 1966  م) هو صحفي، وناقد سينمائي أمريكي، ولد في نورثهامبتون.

## التعليم
تعلم في جامعة هارفارد، وجامعة جونز هوبكينز.

## وصلات خارجية
- أنتوني سكوت على موقع IMDb (الإنجليزية)
- أنتوني سكوت على موقع ميتاكريتيك (الإنجليزية)
- أنتوني سكوت على موقع روتن توميتوز (الإنجليزية)
- أنتوني سكوت على موقع قاعدة بيانات الفيلم (الإنجليزية)
- أنتوني سكوت على موقع كينوبويسك (الروسية)
- أنتوني سكوت في قاعدة بيانات الأفلام على الإنترنت